# Un dollaro bucato
Un dollaro bucato (titulada en español Un dólar agujereado, Un dólar marcado o El dólar perforado) es una película de 1965 protagonizada por Giuliano Gemma que supuso el estreno dentro del subgénero de los spaghetti westerns de este mítico actor.

## Argumento
Gary O'Hara es un pistolero que ha luchado valientemente en la guerra civil estadounidense por el lado confederado. Al regresar a su casa en Yellowstone, sólo querrá darle una vida mejor a su familia. Sin embargo, el asesinato de su hermano en una emboscada lo hará desenfundar de nuevo el arma: ahora la venganza es su único objetivo.

## Trivia
- Parte de la banda sonora, compuesta por Gianni Ferrio, se ha utilizado en videojuegos y películas como Red Dead Revolver e Inglourious Basterds respectivamente.